# Skotská národní galerie
Skotská národní galerie (anglicky: Scottish National Gallery) je národní uměleckou galerií Skotska, která se nachází na umělém svahu The Mound v centru Edinburghu. Budova byla postavena v neoklasicistním slohu podle návrhu Williama Henryho Playfaira a byla otevřena pro veřejnost v roce 1859. Playfair se inspiroval zejména iónským antickým slohem. Galerie uchovává sbírku skotského i světového umění od počátku renesance do začátku 20. století. Mezi nejvýznamnější díla patří obrazy od Berniniho, Botticelliho, Domenichina, Tintoretta, Vinciho, Bassana, Blakea, Dürera, Delacroixe, Van Dycka, Raffaela, Rembrandta, Vermeera, Halse, Velázqueze, Tiepola, Tiziana, Goyi, Rubense, El Greca, Moneta, Pissarra, Westa, Cézanna, Degase, Gauguina, Van Gogha, Turnera, Constabla či Bacona. Galerie byla v průběhu let několikrát rozšiřována a rekonstruována, naposledy v roce 2004, kdy byl otevřen nový podzemní vstup a propojovací prostor se sousední budovou Královské skotské akademie (Royal Scottish Academy Building). Galerie disponuje sbírkou tisků a kreseb s více než 30 000 položkami a výzkumnou knihovnou s přibližně 50 000 svazky knih, časopisů, slajdů a mikrofiší. Galerii provozuje státní instituce zvaná Skotské národní galerie.